# Kibangou
Kibangou är ett distrikt i Kongo-Brazzaville. Det ligger i departementet Niari, i den sydvästra delen av landet, 400 km väster om huvudstaden Brazzaville.